# Каспийский груз
«Каспийский груз» (укр. Каспійський вантаж) — азербайджанський російськомовний реп-гурт, заснований у 2000 році. До складу гурту входять Весъ (Анар Зейналов) и Брутто (Тимур Оділбеков). 2017 року гурт припинив існування. У 2023 році гурт зібрався разом для випуску нового міні-альбому.

## Історія гурту
Анар Зейналов (ВесЪ) — народився в Азербайджані, Баку, 5 жовтня 1983 року. З юнацтва Анар захоплювався хіп-хопом, а також записував власні треки та знімав відеокліпи, якими ділився зі своїми друзями та знайомими, деякі з них публікував на YouTube.
Тимур Оділбеков (Брутто) — народився в Азербайджані, Баку, 19 травня 1984 року. Музична творчість розпочалася із запису бітів для Анара, а пізніше Тимур почав писати разом із ним спільні пісні. Таким чином з'являється гурт «Каспийский груз».
Учасники гурту ВесЪ і Брутто — друзі з 2 класу школи. Старт творчого шляху датується початком двохтисячного року. Перший трек вони зачитали під інструментал «Рабы Рифмы» гурту «Рабы Лампы», але матеріали того періоду не записувалися та не випускалися.
Дует з Баку вперше заявив про себе в березні 2013 року, коли вийшов їхній дебютний альбом «Рингтоны Для Зоны». Пізніше на виконавців звернув увагу репер із Москви Guf, з яким колектив пізніше записав спільний трек, на який було знято перший кліп гурту «Каспийский груз». Популярність колективу зросла.
Другий альбом гурту «Пиджакикостюмы» вийшов у 2014 році. У релізі присутній спільний трек з учасниками гурту CENTR, що розпався на той момент — Гуфом і Слімом.
28 січня 2015 року випущено третій студійний альбом гурту «Сторона А / Сторона Б». Альбом записаний за участю бітмейкера FD Vadim, відомого по роботі з Гуфом, The Chemodan Clan і Рем Діггою. В альбомі є спільні пісні з виконавцями Jahmal, Slim, Rigos, Кравц, Brick Bazuka, Jenya Didur, Змей. «Сторона А / Сторона Б» посів десяте місце у списку найбільш продаваних альбомів Росії в iTunes за 2015 рік. Альбом позитивно зустріли критики. Редакція порталу rap.ru помістила альбом на четверте місце у списку найкращих російських реп-альбомів 2015 року, а редакція порталу The Flow включила його до свого списку 20 головних російських реп-альбомів 2010-х.
Наступні два альбоми «The Брутто» і «The ВесЪ», що є фактично сольні альбоми учасників проекту, дебютували на другому та третьому місці відповідно у тижневому чарті iTunes.
У березні 2017 року на каналі гурту в YouTube з'явилося відео, в якому учасники гурту заявили про те, що наступний альбом гурту називатиметься «Саундтрек к так и не снятому фильму», і він стане останнім в історії гурту. Альбом вийшов 11 вересня.

У 2023 році гурт зібрався разом, для випуску нового міні-альбому «Осторожно Окрашено».

## Дискографія

### Альбоми
- 2013 — «Рингтоны для зоны»
- 2014 — «Пиджакикостюмы»
- 2015 — «Сторона А, Сторона Б»
- 2017 — «Саундтрек к так и не снятому фильму»

### Сольні альбоми учасників
- 2016 — Брутто «The Брутто»
- 2016 — ВесЪ «The ВесЪ»
- 2018 — ВесЪ «Y»
- 2019 — Брутто «ГАDDEM»
- 2020 — ВесЪ «ВесЪокосный Год»
- 2021 — Брутто «ГАDDEM 2»

### Міні-альбоми
- 2013 — «Троица» (том 1)
- 2013 — «Троица» (том 2)
- 2014 — «Троица» (том 3)
- 2014 — «Троица» (том 4)
- 2015 — «Троица» (том 5)»
- 2016 — «Гиблое дело №»
- 2023 — «Осторожно Окрашено»

### Збірки
- 2014 — «Треникиспортивки»
- 2018 — «The BEST of Каспийский Груз»
- 2023 — «Каспийский груз: 10 лет»

## Кліпи
- 2013 — «Всё за 1$» feat. Guf
- 2013 — «На манжетах» feat. Словетский
- 2013 — «Сарума»
- 2014 — «Жить будем» feat. Гера Джио
- 2015 — «Выдох, Выстрел»
- 2015 — «Гудини» feat. CENTR
- 2015 — «Твёрдый ЗнакЪ»
- 2015 — «18+» feat. Slim & Rigos
- 2015 — «Не Знать Их» feat. Кравц
- 2015 — «Табор Уходит В Небо»
- 2016 — «Ной» feat. Пика & ATL (Брутто)
- 2016 — «Гагарин» feat. Slim & Адвайта
- 2016 — «До Вечера» feat. Гансэлло (ВесЪ)
- 2016 — «Ночевал» feat. Сергій Трофімов (Брутто)
- 2016 — «Чёрная Волга» (Брутто)
- 2016 — «COCO»
- 2017 — «Так невоспитанно»
- 2017 — «Адик Original»
- 2017 — «Пули в обойме / Последняя песня»